# Всероссийский теплотехнический институт
Всероссийский дважды ордена Трудового Красного Знамени теплотехнический научно-исследовательский институт — научно-исследовательский институт в области теплоэнергетики и теплотехники. Учреждён в 1921 году. Награждён дважды орденом Трудового Красного Знамени (1946, 1971).
ВТИ является организацией-координатором технологической платформы «Экологически чистая тепловая энергетика высокой эффективности».

## История
Научно-исследовательский институт учреждён Постановлением Совета Труда и Обороны пр. 331 п. 27 от 13 июля 1921 г., «в целях планомерного научного изучения и разработки выдвигаемых жизнью практических вопросов теплотехники, связанных с ними технико-экономических задач, а также для подготовки высококвалифицированных специалистов».
Институт был утвержден при Главном управлении по топливу, которое возглавлял, Иван Иванович Радченко, а в научно-техническом отношении находился в ведении научно-технического отдела Высшего совета народного хозяйства (ВСНХ).
Создание института было шагом к осуществлению плана ГОЭЛРО, принятого 22 декабря 1920 года.
Институту было присвоены имена профессоров МВТУ Василия Игнатьевича Гриневецкого и Карла Васильевича Кирша: «В воздаяние заслуг и увековечения памяти основателей и главных руководителей Московской школы теплотехников учредить теплотехнический институт, присвоив ему наименование „Теплотехнический институт имени профессоров В. И. Гриневецкого и К. В. Кирша“».
Первым директором института был Леонид Константинович Рамзин (до ареста в 1930). Вице-директором был профессор Борис Михайлович Ошурков. Леонид Константинович Рамзин заведовал котельной лабораторией и сушильной лабораторией, Б. М. Ошурков — машинной лабораторией.
С 1922 года институт называется Всесоюзным. Институту было передано здание на Симоновской слободе, предназначавшееся для 2-й Московской трамвайной электростанции. В здании установили 10 паровых котлов и две турбины.
31 мая 1925 году состоялось открытие института и экспериментальной ТЭЦ. На собрании по этому случаю выступили Феликс Дзержинский и Лев Троцкий.
В 1922 году институт участвовал в пуске тепловой электростанции в Кашире.
В 1924 году директор института Леонид Константинович Рамзин выступал на I Мировой энергетической конференции в Лондоне. В том же году были опубликованы характеристики топлив СССР.
В 1928 году проект тепловоза с электрической передачей, разработанный институтом, завоевал I премию на международном конкурсе тепловозов. В проекте был учтен опыт испытаний первого тепловоза. Работами по созданию тепловоза руководил инженер Яков Гаккель. Участвовал в работе профессор Николай Щукин.
В 1928 году ТЭЦ института начала отпускать тепло расположенным вблизи промышленным предприятиям.
В 20-е годы Андреем Владимировичем Щегляевым и Я. М. Рубинштейном начаты исследования паровых турбин, Борисом Моисеевичем Якубом и Ефимом Яковлевичем Соколовым проведены первые работы по теплофикации. Выполнены работы по сжиганию торфа и подмосковного угля, сушке топлива.
По делу Промпартии в 1930 году был арестован директор института Леонид Константинович Рамзин и другие сотрудники.
В 1930 году институту присвоено имя Ф. Э. Дзержинского.
В 30-е годы заведующим котельной лабораторией стал С. Я. Корницкий, пылесжигания — Наум Львович Ойвин, колосниковых топок — С. В. Татищев, высокого давления — К. А. Раков, теплопередачи — А. С. Невский, водно-химической — Ю. М. Кострикин.
В начале 30-х годов институт работал над пылевым сжиганием углей (В. П. Ромадин, А. Н. Лебедев, М. Л. Кисельгоф, П. И. Киселев). Пылевое сжигание угля впервые применено на Штеровской ГРЭС на Украине.
Были развернуты исследования процессов горения (Александр Саввич Предводителев, Х. И. Колодцев), работы по водной химии (Ф. Г. Прохоров, А. П. Мамет, А. А. Кот)
В 1933 году был запущен на ТЭЦ высокого давления института (теперь ТЭЦ-9) первый в мире промышленный прямоточный котел.
Во время Великой Отечественной войны институт был эвакуирован в Кемерово. 25 декабря 1942 года было принято распоряжение ГКО СССР о возвращении в Москву эвакуированной части научных работников, рабочих и служащих института.
На основе института были созданы организации: ОРГРЭС, Теплоэлектропроект (ТЭП), ИГИ, Центральный котлотурбинный институт (ЦКТИ) и другие.

## Экспериментальная ТЭЦ
Экспериментальная ТЭЦ института (ТЭЦ ВТИ) открыта 31 мая 1925 года.
На станции установлены котельные агрегаты с давлением пара до 3,5 МПа, паровые и газовые турбины, электрогенераторы, крупномасштабные стенды для экспериментальных работ.
С 1928 года ТЭЦ снабжала электроэнергией и паром промышленные предприятия (Завод имени Лихачёва, завод «Динамо» и другие).
Вырабатываемая ТЭЦ электроэнергия выдается в сеть. Теплом снабжается комплекс ВТИ.
С 1977 и до распада СССР ещё одной подобной научно-технической лабораторией была Зуевская экспериментальная ТЭЦ института, Донецкая область, Украина.

## Технологическая платформа «Экологически чистая тепловая энергетика высокой эффективности»
Решением Правительственной комиссии по высоким технологиям и инновациям от 1 апреля 2011 года институт назначен организацией-координатором Технологической платформы «Экологически чистая тепловая энергетика высокой эффективности».

## Образовательный центр
27 февраля 2012 года при институте создан образовательный центр.

## Директора института
- 1921—1930 — Рамзин, Леонид Константинович
- 1930—1932 — Браило, Георгий Павлович
- 1932—1935 — Юркин, Александр Александрович
- 1936—1937 — Кудряшов, Михаил Васильевич
- 1937—1943 — Цветков, Александр Иванович
- 1944—1948 — Михайлов, Павел Иванович
- 1948—1967 — Горшков, Алексей Сергеевич
- 1967—1971 — Мгабелов, Борис Петрович
- 1971—1985 — Дорощук, Василий Ефимович
- 1985—2010 — Ольховский, Гурген Гургенович — доктор технических наук, профессор, член-корреспондент РАН, выпускник Московского энергетического института (1956), сотрудник института (с 1956), автор работ в области применения в энергетике газотурбинных и парогазовых установок[3]. Кавалер ордена Трудового Красного Знамени (1991)[4].
- 2010—2014 — Клименко, Александр Викторович[3]
- 2014—2017 — Реутов, Борис Фёдорович
- 2017—2019 — Барсуков Олег Александрович
- 2019—2023 — Панфилов Дмитрий Николаевич